# Ende Gelände
Ende Gelände (tyskt talesätt som betyder ungefär "Hit, men inte längre", bokstavligen "slut på terräng") är ett initiativ för direkt aktion i Tyskland som använder civil olydnad för att skydda klimatet. Bakom initiativet står grupper från bland annat kärnkraft- och kolmotståndsrörelser samt globala och lokala miljöorganisationer och initiativ.
Sedan 2015 har Ende Gelände genomfört spektakulära massockupationer av brunkolsgruvor i Tyskland.

## Bakgrund
Bakom initiativet ligger en frustration över att investeringar och subventioner i kol och andra fossila bränslen tillåts fortsätta, trots att samma länder som godkänner det har skrivit under klimatavtal som förespråkar en energiomställning. Beräkningar från bland annat FN:s klimatpanel (IPCC) visar att den globala medeltemperaturen inte får stiga mer än 2°C om allvarliga konsekvenser på klimatet ska undvikas, och ännu hellre bör den begränsas till 1,5°C. Det var också ett mål som slogs fast i avtalet som antogs under FN:s klimatkonferens i Paris 2015. För att det ska vara möjligt måste åtminstone 80 % av världens kända fyndigheter av kol, olja och gas lämnas orörda.
Genom direkt aktion vill därför Ende Gelände ta saken i egna händer sätta stopp för kolutvinningen. De betraktar sig som en investeringsrisk som kommer dyka upp där klimatet hotas. Aktionerna uppges vara öppna för alla, ska genomföras lugnt och utan att provocera fram eskalering. Protesterna sker genom fysiska blockeringar.

## Ende Gelände 2015
I augusti 2015 hölls Ende Gelände nordväst om Köln i Nordrhein-Westfalen, i Rhenlandet i västra Tyskland. Då gick mellan 1 000 och 1 500 aktivister in i den öppna brunkolsgruvan Garzweiler som ägs av det tyska företaget RWE. Människor som försökte ta sig in i gruvan möttes av en stor polisinsats där bland annat batonger och pepparsprej användes från polisens sida. Aktivisterna placerade sig sedan i vägen för maskiner och hindrade utvinningen under några timmar.

## Ende Gelände 2016

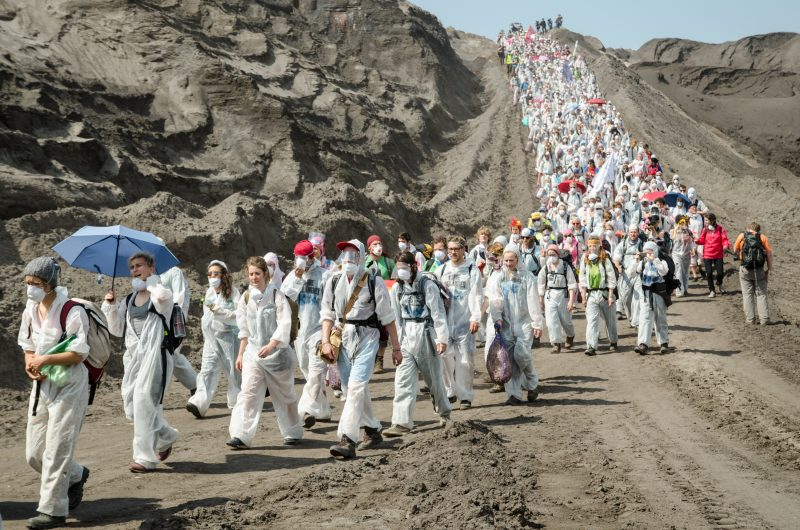
Aktivister går in i brunkolsgruvan Welzow-Süd under Ende Gelände 2016.

Protesterna under 2016 var del av de globala Break Free-protesterna mot fossila bränslen. Under en vecka i maj hölls ett läger i Proschim, ca 15 mil söder om Berlin i regionen Lausitz i östra Tyskland och därifrån genomfördes flera aktioner mot en brunkolsgruva, järnvägstransporter samt ett kolkraftverk i närheten som ägs av svenska Vattenfall.
Mellan 3 500 och 4 000 människor från hela Europa samlades i tältlägret Lausitzer climate & energy camp som arrangerades för sjätte året i rad, utanför Proschim och under helgen den 13-15 maj genomfördes olika aktioner. På fredagen gick ett par hundra människor in i gruvan Welzow-Süd, en del stannade också kvar över natten och stoppade därmed brytningen genom att de var fastkedjade vid maskiner. Dessutom blockerades järnvägsspår som används för att transportera kol till olika kolkraftverk, vilket ledde till att kraftverksproduktionen hade minskat till 30 % under lördagskvällen. Bristen på kol innebar att kraftverket Schwarze Pumpe i Spremberg tvingades använda av lagret av brunkol och avbröt därför sin elproduktion för att övergå till bara värme. På lördagen bröt sig också omkring 300 aktivister in på kraftverkets område och omkring 120 av dem greps av polis och fördes till en polisstation för identitetskontroll, men släpptes nästa dag. Polisen uppges ha använt pepparsprej och batonger mot aktivister.
Upptrappningen som intrånget innebar ledde till att borgmästaren  drog in tillståndet för klimatlägret och deltagarna riskerade att bli ivägkörda, detta blev dock aldrig aktuellt.
Blockaderna fortsatte fram till söndagen då aktionerna avbröts efter att kraftverket hade blockerats i 48 timmar. Orsaken till avbrottet angavs vara att det politiska målet hade uppnåtts.

### Vattenfalls försäljning

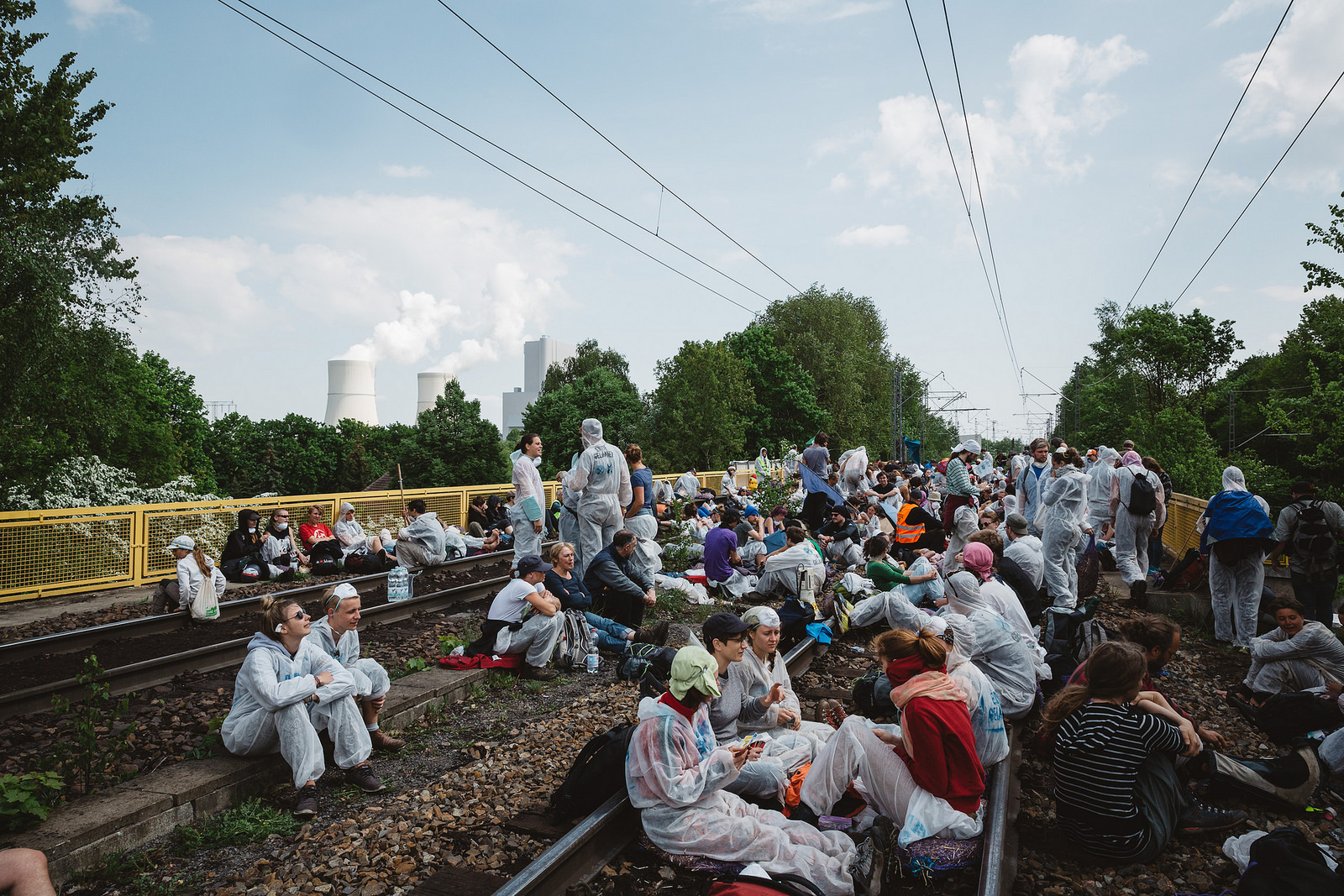
Blockering av järnvägsspår i närheten av Schwarze Pumpe under Ende Gelände 2016.

Ende Gelände 2016 riktades delvis mot Sveriges regering och Vattenfalls kolverksamhet som företaget försökt att sälja sedan september 2015. Den 18 april 2016 meddelade Vattenfall att de accepterat ett bud från det tjeckiska energibolaget EPH (Energetický a průmyslový holding) och att det nu var upp till regeringen att godkänna affären. Beskedet väckte mycket kritik från främst miljörörelsen, både nationellt och internationellt. Greenpeace kritiserade bland annat EPH för att ha kopplingar till korruption och för ett uttalande där de vill se en "kolrenässans". Andra menade att en ny ägare som utökar brytningen skulle innebära större utsläpp än tidigare, något som motarbetar Parisavtalet som Sverige ställt sig bakom samt den relativt ambitiösa klimatpolitiken i övrigt. Kravet från miljörörelsen var istället att Vattenfall skulle behålla verksamheten och avveckla den. Ende Gelände menade att köpet skulle kunna bli den största kol-investeringen i Europa vilket innebär nya kraftverk och föroreningar.
Förespråkare av försäljningen har påpekat att det inte är upp till den svenska regeringen att fatta beslut om den tyska energipolitiken och att Tyskland behöver brunkolen när kärnkraften stängs ner, medan andra menar att nedstängning av kolkraft motarbetas av främst energibolagen.
Den 2 juli 2016 meddelade regeringen att den godkänner försäljningen.

### Reaktioner lokalt

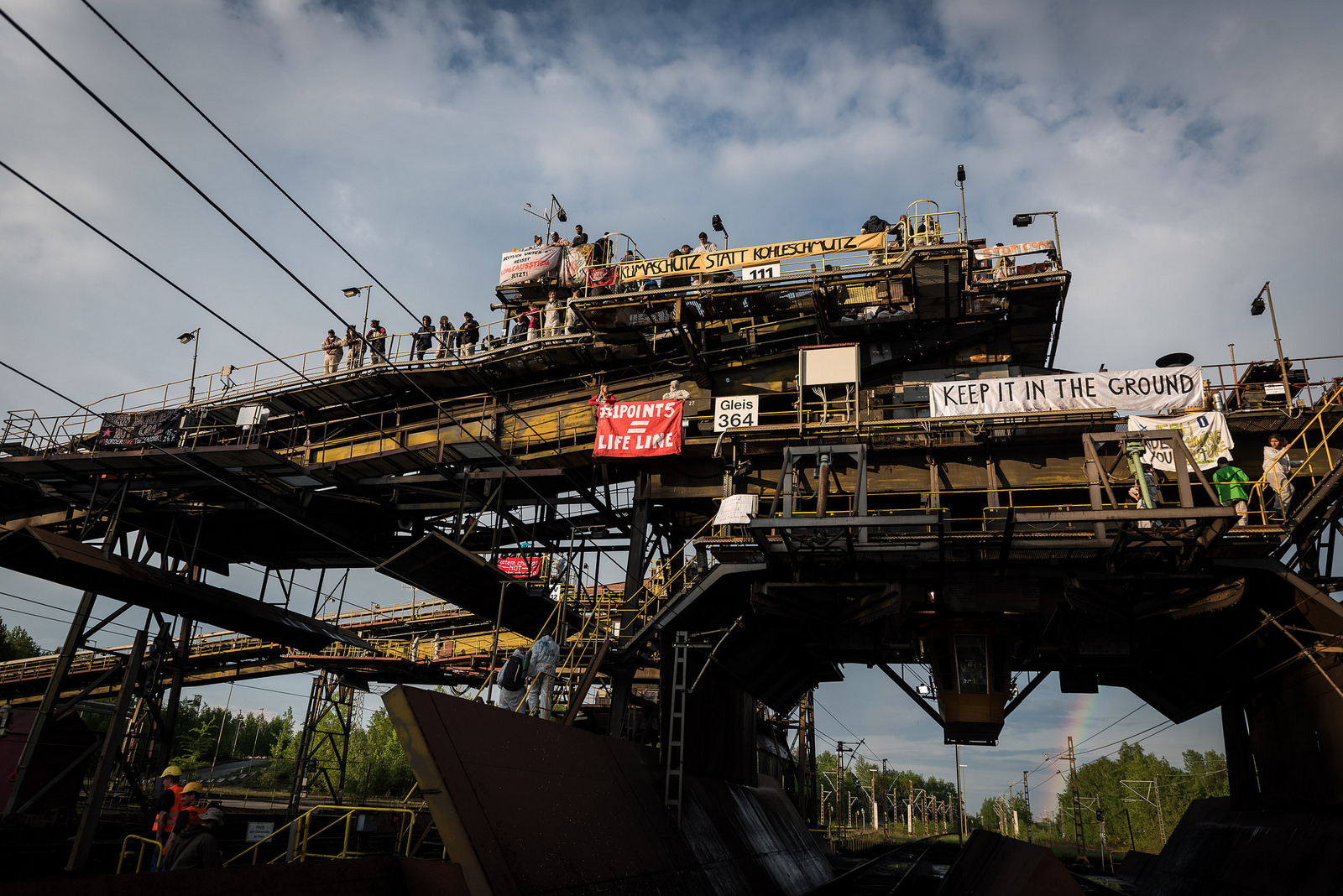
Lastning av kol blockeras av aktivister.

Lokalbefolkningens reaktioner på aktionerna under Ende Gelände 2016 har varit delade, precis som stödet för Vattenfall. Omkring 8 000 personer är direkt sysselsatta genom Vattenfalls brunkol och brunkol har varit en viktig del i den regionala ekonomin i decennier. Ett stopp för kolbrytningen ses därför som ett hot mot ekonomin och arbetstillfällen.
Andra delar av befolkningen ser däremot brunkolet som ett hot, särskilt de som bor i byar som hotas att försvinna om gruvorna utvidgas. Istället hoppas de på investeringar i andra sektorer. Exempelvis byn Proschim, som hotas av gruvan, har själva påbörjat energiomställningen.